# 1885년 그로버 클리블랜드 대통령 취임식
제22대 미국 대통령 그로버 클리블랜드 취임식은 1885년 3월 4일 수요일 워싱턴 D.C.의 미국 국회의사당 동쪽 포르티코에서 열렸다. 이 취임식은 25번째 미국 대통령 취임식이며, 그로버 클리블랜드의 첫 4년 임기 대통령직과 토머스 A. 헨드릭스의 유일한 부통령 임기의 시작을 알렸다. 헨드릭스는 이 임기 중 266일 만에 사망했으며, 임기 중 부통령직을 채울 수 있는 헌법 조항이 없었기 때문에 공석으로 남았다. 이는 1967년 미국 수정 헌법 제25조에 의해 규정될 예정이었다.
대법원장 모리슨 웨이트는 대통령 취임 선서를 집행했으며, 클리블랜드는 선서를 낭독하면서 어머니가 15세 때 준 성경을 들었다. 클리블랜드의 두 차례 임기가 연속적이지 않았기 때문에 그의 두 번째 취임식은 첫 번째 취임식으로부터 8년 후에 열렸다. 그는 비연속적인 임기를 수행한 최초의 미국 대통령이었다.
1884년 대통령 선거에서 클리블랜드는 백만 표가 넘는 투표 중 뉴욕에서 단 1,500표 차이로 승리했다(통계는 밀러 센터에서 인용). 그는 남북 전쟁 이후 처음으로 대통령에 당선된 민주당원이었다. 대통령으로서 첫 연설에서 그는 당파적 분열 치유의 중요성을 강조하고 시민들에게 정부를 면밀히 살필 것을 촉구했다. 당시에는 여러 당파 간에 많은 정치적 싸움이 있었는데, 클리블랜드는 이를 바꾸고 싶어 했다. 또한 그는 미국인들에게 독립선언서를 지지하고 필요할 경우 폭정 정부를 전복하는 것을 두려워하지 말라고 촉구했다.

## 같이 보기
- 그로버 클리블랜드 1기 행정부
- 1893년 그로버 클리블랜드 대통령 취임식
- 1884년 미국 대통령 선거